# Renaldo and the Loaf
Renaldo and the Loaf è un duo di musicisti inglese composto da David Janssen (chiamato "Ted The Loaf") e Brian Poole ("Renaldo Malpractice").
Lanciati dall'etichetta Ralph Records degli americani Residents i Renaldo and the Loaf registrarono una serie di album ai quali fecero seguire un solo live nella loro città natale, Portsmouth, nel 1980. Il loro sound è una mistura surreale di folk britannico, elettronica sperimentale e new-wave sui generis. Scioltisi in sordina nel 1987 di loro si persero le tracce fino al 2006 anno in cui, con l'occasione del lancio del loro sito ufficiale, Jansen e Poole si sono ritrovati per la prima volta dopo due decenni.

## Discografia

### Album in studio
- Renaldo and the Loaf play "Struve 'n' Sneff" (1979)
- Songs for Swinging Larvae (1981)
- Arabic Yodelling (1983)
- Title in Limbo (1983) (con i Residents)
- Olleh Olleh Rotcod (1985) (raccolta di inediti)
- Renaldo and the Loaf play "Struve 'n' Sneff (1985) (edizione riarrangiata)
- The Elbow is Taboo (1987)

### EP
- Renaldo And The Loaf Play Songs From The Surgery (1980)
- Hats Off, Gentlemen (1980)
- Hambu Hodo (1986)